# Mỹ An (phường)
Mỹ An là một phường thuộc quận Ngũ Hành Sơn, thành phố Đà Nẵng, Việt Nam.
Phường Mỹ An có diện tích 3,4 km², dân số năm 2005 là 1.318 người, mật độ dân số đạt 388 người/km².

## Lịch sử
Phường Mỹ An được thành lập năm 2005 trên cơ sở một phần diện tích và dân số của phường Bắc Mỹ An.